# Loch of Skene
Loch of Skene är en sjö i Storbritannien.   Den ligger i kommunen Aberdeenshire och riksdelen Skottland, i den norra delen av landet, 600 km norr om huvudstaden London. Loch of Skene ligger 96 meter över havet.Trakten runt Loch of Skene består i huvudsak av gräsmarker.